# Valerie Wilson Wesley
Valerie Wilson Wesley (* 22. November 1947 in Connecticut) ist eine US-amerikanische Journalistin und Schriftstellerin.

## Leben
Aufgewachsen auf US-Militärstützpunkten in Spanien und Deutschland, studierte sie Philosophie und Journalistik an der Howard University, einer Privatuniversität für Afroamerikaner. Ihre Artikel sind in der New York Times, in Frauenzeitschriften wie Essence oder Family Circle, auf Deutsch in der Weltwoche erschienen. Die deutschen Übersetzungen ihrer Romane – mit der Kriminalroman-Reihe Ein Fall für Tamara Hayle – werden vom Diogenes Verlag herausgegeben. Ihre Kinderbücher, darunter die siebenbändige Serie Willimena Rules!, wurden bisher nicht ins Deutsche übersetzt.
Sie ist mit dem Dramatiker und Drehbuchautor Richard Wesley verheiratet, mit dem sie zwei Töchter hat.

## Werke

### Tamara Hayle-Reihe
- Ein Engel über deinem Grab. Roman (When Death Comes Stealing, 1994). Diogenes, Zürich 1996
- In Teufels Küche. Roman (Devil’s Gonna Get Him, 1995). Diogenes, Zürich 1998
- Where Evil Sleeps, 1996
- Todesblues. Roman (No Hiding Place, 1997). Diogenes, Zürich 1999
- Auf dem Weg nach oben. Roman (Easier to Kill, 1998). Diogenes, Zürich 2000
- Off-Road-Kids. Roman (The Devil Riding, 2000). Diogenes, Zürich 2003
- Remember Celia Jones. Roman (Dying in the Dark, 2004). Diogenes, Zürich 2006
- Zimmer 311. Roman (Of Blood and Sorrow, 2008). Diogenes, Zürich 2009

### Weitere Romane
- Es wird alles anders bleiben. Roman (Ain’t Nobody’s Business if I Do, 1999). Diogenes, Zürich 2001
- Vier Frauen. Roman (Always True to You in My Fashion, 2002). Diogenes, Zürich 2004